# Ringe (Allemagne)
Pour les articles homonymes, voir Ringe.
Ringe est une commune allemande de l'arrondissement du Comté de Bentheim, Land de Basse-Saxe.

## Géographie
L'Overijsselse Vecht démilite la frontière avec les Pays-Bas en séparant aussi Ringe de la commune de Laar.
La municipalité comprend les quartiers de Großringe, Kleinringe et Neugnadenfeld.

## Histoire
Ringe est mentionné pour la première fois en 1329 sous le nom de "Righe". Dès le Moyen-Âge, il se répartit entre Großringe et Kleinringe.
Elle vit principalement de ses tourbières. Elles sont exploitées par des prisonniers pendant la Seconde Guerre mondiale, après que les nazis ont spécialement construit le camp de prisonniers d'Alexisdorf. Après la guerre, de nombreux réfugiés passent ici en transit. Par ailleurs, beaucoup d'habitants des villes viennent chercher la nourriture des zones rurales. Les réfugiés s'installent ensuite dans un nouveau village qui devient Neugnadenfeld. Après l'abandon de l'exploitation, les tourbières deviennent une réserve naturelle.

## Source, notes et références
- (de) Cet article est partiellement ou en totalité issu de l’article de Wikipédia en allemand intitulé « Ringe » (voir la liste des auteurs).